# USS McCord (DD-534)
Pour les articles homonymes, voir McCord.
Le USS McCord (DD-534) est un destroyer de la classe Fletcher en service dans la Marine des États-Unis pendant la Seconde Guerre mondiale. Il a été nommé en l'honneur du capitaine de corvette (Commodore) Frank C. McCord, commandant du dirigeable rigide USS Akron lors de son accident tragique du 4 avril 1933.

## Construction
Sa quille est posée le 17 mars 1942 au chantier naval Union Iron Works (Bethlehem Shipbuilding Corporation) de San Francisco, dans l'état du état de Californie. Il est lancé le 10 janvier 1943; parrainé par Mme Frank C. McCord, veuve du commandant McCord; et mis en service le 19 août 1943.

## Historique

### Seconde Guerre mondiale
Le McCord, qui a quitté San Diego le 27 novembre 1943, a rejoint la Flotte du Pacifique (Pacific Fleet) à temps pour les opérations dans les îles Marshall et les Mariannes, et est resté en action continue pendant les campagnes de Palaos, des Philippines, d'Iwo Jima et d'Okinawa.
Il arrive au large de Kwajalein en tant qu'unité de la Task Force 51 (TF 51), le 30 janvier 1944. Au cours de l'opération Flintlock, il assure le contrôle des transports et fournit un appui-feu rapproché rapide. Le 15 février, la force opérationnelle quitte Kwajalein pour l'atoll d'Eniwetok dans le cadre de l'opération Catchpole. Le McCord a d'abord protégé les dragueurs de mines pendant qu'ils nettoyaient les passages vers le lagon de 1 000 km², puis il a protégé le groupe de bombardement pendant que l'île Engebi, où se trouve le seul aérodrome de l'atoll, était sécurisée, les 17 et 18 février. Le 21 février, il retourna à l'extrémité sud du lagon pour le bombardement d'Eniwetok et de l'île Parry.
À la mi-mars, le McCord a rendez-vous avec la Task Force 39 (TF 39) dans l'archipel Bismarck et, pendant deux semaines, il croise dans le canal d'Ysabel pour soutenir les débarquements sur l'île Emirau, le 21 mars. Il escorte ensuite des troupes de remplacement de la baie de Purvis, des Îles Florida, à Emirau. De retour la baie de Purvis à la fin du mois d'avril, il repart le 1er mai pour escorter des pétroliers vers des positions de ravitaillement dans la région des Salomon. Le 11 juin, après deux semaines de patrouilles anti-sous-marines dans la zone autour de Bougainville et de la Nouvelle-Géorgie, il arrive au large de la Nouvelle-Irlande pour bombarder une installation ennemie de réparation de chars, reprenant ses fonctions d'escorte après sa destruction. Interrompant son service d'escorte entre les Amirautés et les Salomon le 23 juillet, il rejoint la Task Force 52 (TF 52) à Saipan et participe au bombardement de Tinian.
Vient ensuite l'offensive des îles Palaos. Elle arrive au large de Peleliu le 11 septembre et y reste jusqu'au 30 septembre pour soutenir les forces débarquées le 15. À son arrivée à Manus le 4 octobre, le McCord rejoignit la 22e divisions de porte-avions (Carrier Division 22 - CarDiv 22) de la 7e Flotte (7th Fleet), qui se préparait à mener des opérations dans le centre des Philippines. Il arrive dans la zone d'opération qui lui a été assignée à l'est des Philippines alors que les débarquements ont lieu à Suluan et Dinagat, le 17 octobre. Le 25, son unité opérationnelle, le 77.4.1, subit des attaques aériennes constantes alors que la bataille de Samar fait rage à 160 km au nord. Après avoir échappé aux dégâts, le McCord protège les porte-avions de son unité et sauve leurs pilotes. Il retourne à Manus le 3 novembre, mais est de nouveau au large de Leyte le 16 pour empêcher les forces de surface ennemies d'attaquer les forces, les installations et les navires alliés dans le centre des Philippines.
Le 6 décembre, à Ulithi, le McCord rejoint la force de porte-avions rapides, de la Task Force 38 (TF 38). Cette force quitte l'île le 10 décembre et se dirige vers les Philippines pour soutenir le débarquement de Mindoro en lançant des frappes contre les aérodromes et les ports ennemis dans les îles du nord et du centre. De retour à Ulithi le 24 décembre, ils sont repartis le 30 décembre. Ils frappent d'abord Formose, du 3 au 6 janvier 1945. Puis, en succession rapide, ils attaquent les installations et les navires ennemis en Indochine, au sud de Formose, sur la côte chinoise, aux Philippines, à l'est de Formose et à Okinawa. Constamment en mouvement et toujours prête à saisir les occasions qui se présentent, la force réussit ses frappes. En mer de Chine méridionale, les 11 et 12 janvier, ils ont coulé ou endommagé près de 200 000 tonnes de navires ennemis.
La Force est retournée à Ulithi le 23 janvier et y est restée jusqu'au 10 février. Le 16 février, des frappes sont lancées contre Tokyo, le 18 février contre Chichi-jima et le 20 février contre Iwo Jima en soutien aux unités de Marines débarquées le 19 février. Le 24 février, les avions de la Task Force 58 (TF 58) sont de retour au-dessus de Tokyo et le 25 février, ils volent contre les installations de défense dans la région de Nagoya-Kobe.
En mars, le McCord continue d'opérer dans l'écran du Task Group 58.4 (TG 58.4) qui concentre ses efforts sur Okinawa et le sud de Kyūshū en préparation de l'assaut amphibie du 1er avril. Il reste dans la région de Ryūkyū jusqu'au 12 mai, date à laquelle il escorte le cuirassé USS South Dakota (BB-57) jusqu'à Guam. Il retourne à Okinawa le 27 mai pour deux dernières semaines de combat. Le TG 58.4 se retire ensuite vers le golfe de Leyte, où il arrive le 13 juin.
Le McCord part quatre jours plus tard pour la côte ouest et une révision au chantier naval. Le 8 juillet, il arrive à Puget Sound, où il est à quai lorsque la capitulation japonaise est annoncée. Le 7 septembre, il fait route vers San Diego et se présente le 15 septembre à la Flotte inactive (Inactive Fleet).

### L'après-guerre
Désarmé le 15 janvier 1947, il est resté amarré à San Diego jusqu'à sa remise en service le 1er août 1951. Affecté à la Flotte de l'Atlantique (Atlantic Fleet), le McCord quitte San Diego le 1er novembre et se présente au Commandement du 28e escadron de destroyers 28 (Commander Destroyer Squadron 28 - ComDesRon 28) à Norfolk en Virginie le 17 novembre. L'année suivante, il opère le long de la côte est, croisant au nord jusqu'à Halifax, en Nouvelle-Écosse, et au sud jusqu'aux Antilles britanniques.
Le 10 janvier 1953, le destroyer fait à nouveau route vers la zone de guerre du Pacifique occidental. Le 15 février, il se trouve au large de la côte ouest de la Corée et opère avec les porte-avions de la Task Force 95 (TF 95). Il reste dans la zone de combat de la mer Jaune jusqu'à la mi-mars, date à laquelle il reçoit une semaine de disponibilité à Sasebo. Le 26 mars, il rejoint la Task Force 77 (TF 77) qui sillonne la côte est de la Corée en fournissant des services de bombardement côtier et d'appui-feu là où les forces de l'ONU en ont besoin. Le 17 avril, le McCord quitte la ligne de bataille et rejoint le Task Group 96.7 (TG 96.7) pour des exercices au large d'Okinawa. Il rejoint la TF 77 le 14 mai et reste dans la zone d'opérations de la mer du Japon jusqu'au 5 juin, date à laquelle son déploiement en Corée prend fin et où il repart pour les États-Unis.
Passant par la baie de Subic, Singapour, Aden, Suez et Gibraltar, il arrive à Norfolk, en Virginie, le 6 août. Au cours des mois suivants, il opère au large de la côte sud-est et dans les Caraïbes. Il a été mis hors service le 9 juin 1954 et a été amarré à Norfolk, où, en tant qu'unité de la Flotte de réserve de l'Atlantique (Atlantic Reserve Fleet), il est resté jusqu'en 1969.
Il est radié le 1er octobre 1972, puis vendu le 2 janvier 1974 à la "Southern Scrap Material Co." de la Nouvelle-Orléans, pour 139 377,60 $ et mis au rebut.